# Џон Крејмер
Џон Крејмер (енгл. John Kramer), познат као Убица Џигсо или само Џигсо (енгл. The Jigsaw Killer, Jigsaw; дословно „слагалица” или „тестера”), јесте измишљени лик и главни антагониста из филмског серијала Слагалица страве (енгл. Saw) кога тумачи амерички глумац Тобин Бел. Крејмер је дебитовао у Слагалици страве, првом филму из серијала. Појављује се у свим наредним наставцима са изузетком Спирале.
Џон је масовни убица који никада не усмрћује директно. Његове жртве бивају стављене у смртоносне замке које су део „игре” — како то назива Џон — које им пружају избор: или да играју по правилима које је Џон одредио или да подлегну и буду усмрћене. Циљ „игара” је да се жртве ослободе из замки за одређено време. Иако су правила „игре” од почетка позната и једноставна, жртве често оклевају будући да или нису упозорене на последице непоштовања истих или се од њих захтева накажење самих себе које је пропраћено великом количином бола и често с трајним последицама. Замка не мора бити само објекат већ може бити и одговарајућа ситуација у којој су смештене жртве и које су потом принуђене да се ослободе у одређеном року. Крејмер је добио надимак The Jigsaw Killer (Џигсо) због тога што је онима који нису положили његове „тестове” исецао део коже у облику пузле.
По Џону, смисао ових „игара” јесте учење жртава да цене своје животе. За своје жртве Џон бира људе за које сматра да не знају да цене свој живот и све оно што им је с њиме пружено. Сматра да ови људи траће своје животе или их безразложно доводе у опасност. Замка је увек прилагођена жртви и њеном дотадашњем животу, често с одређеном дозом ироније. Џон сматра да никада никога није убио и да је жртви увек био остављен избор да ли ће преживети или неће. 
Иако је лик Џона Крејмера убијен на крају трећег дела, он се појављује у наредним кроз флешбекове.

## Опис лика
Џон Крејмер је радио као грађевински инжењер и живео је спорим животом: „Што не мораш данас, остави за сутра.” Често се плашио обавеза, до те мере да је његова девојка раскинула с њим јер није желео да направи ишта више од везе коју су имали. Без обзира што је приметио више прилика за напредак у животу, био је једноставно превише лењ и невољан да их искористи. Његов живот се променио с једним трагичним открићем.
Џона је полако савладавала болест. Када су симптоми постали прилично озбиљни, обратио се лекарима који су открили да је у питању тумор на мозгу, кога није било могуће оперисати. Почео је да схвата колико је живот, који је до тада траћио, кратак и вредан. Џон је увидео колико људи око њега олако схватају своје животе. Био је згрожен тиме.
У болници је посећивао разне људе који су, по његовом мошљењу, „злоупотребљавали” своје животе. Међу њима је срео и Аманду Јанг, девојку која се предозирала хероином, и Пола, свог сарадника из фабрике. Пол, који је имао жену и двоје деце, покушао је да изврши самоубиство сечењем вена.
Потпуно депресиран бесмисленошћу живота, Џон је покушао да изврши самоубиство слетевши аутомобилом низ литицу. Међутим, преживео је пад и одлучио је да проживи остатак свог живота, ма колико му мало остало до смрти. Схватио је да је почео да цени свој живот тек када је смрт већ била на прагу. Како је посматрао друге људе који су „траћили” своје животе, одлучио се да почне личну мисију у којој ће те људе приморити да их цене. Био је вођен јаким уверењем да заиста мења свет око себе.